# Chinesische Wasserfledermaus
Die Chinesische Wasserfledermaus (Myotis laniger) ist eine Art der Mausohren (Myotis) innerhalb der Fledermäuse (Chiroptera). Sie ist über Teile Zentral- und Südost-Chinas bis Indien und Vietnam verbreitet.

## Merkmale
Die Chinesische Wasserfledermaus erreicht eine Kopf-Rumpf-Länge von 40 bis 42 Millimetern und eine Schwanzlänge von 38 bis 40 Millimetern. Die Hinterfüße haben eine Länge von 8 bis 11 Millimeter, die Ohren messen 12 bis 16 Millimeter. Es handelt sich entsprechend um eine relativ kleine Fledermausart. Das Rückenfell ist kurz und dunkelbraun, die Bauchhaare haben eine dunkle Basis und heller braune bis graue Haarspitzen. Das Gesicht ist ebenfalls dicht behaart. Die Füße sind etwas länger als die halbe Unterschenkellänge. Die Flughaut setzt an der Basis der Zehen an, der Calcar ist vorhanden und ungekielt.
Der Schädel ist zart gebaut und die Zähne weisen einige artspezifische Merkmale auf.

## Verbreitung

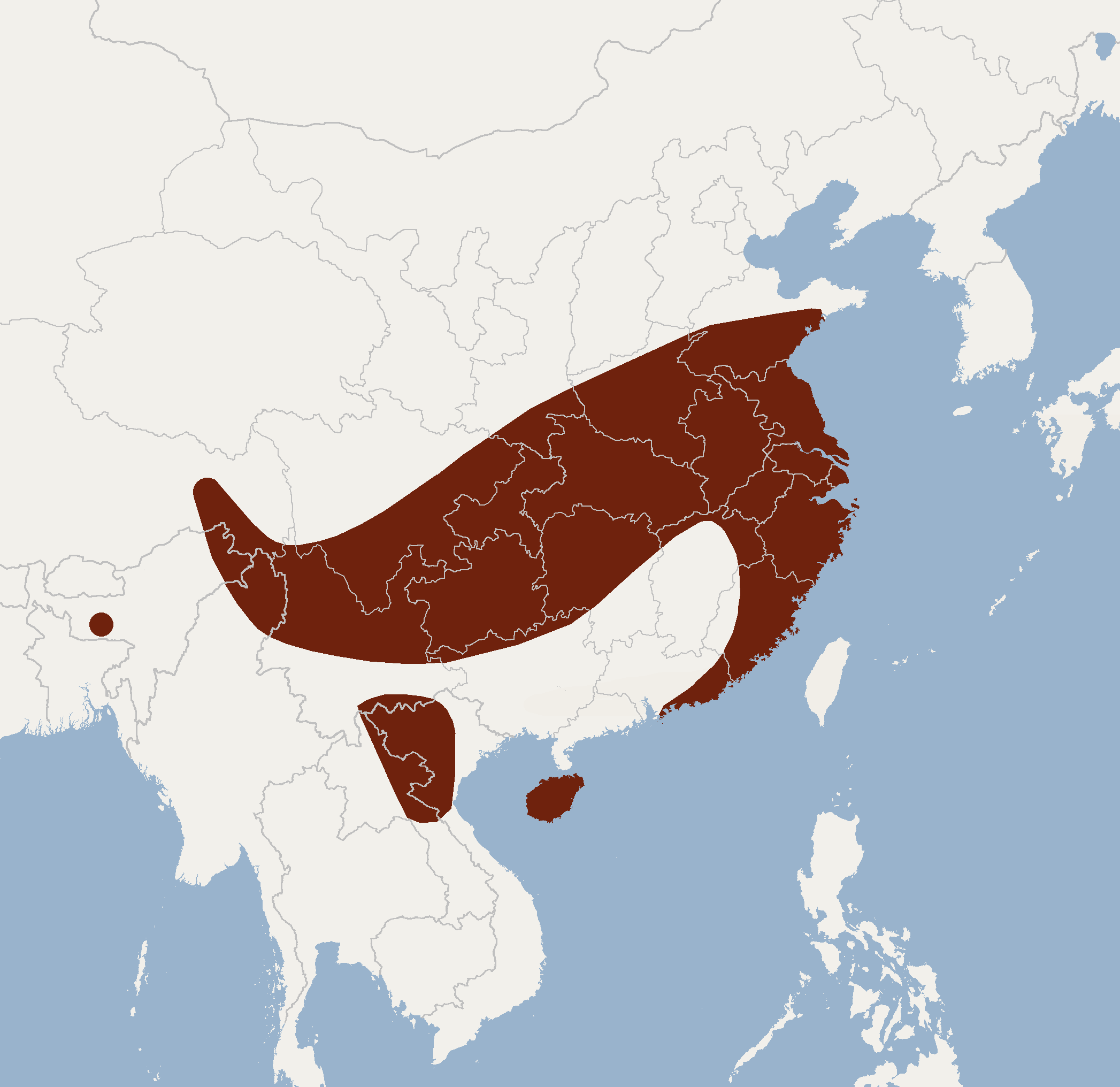
Verbreitungsgebiete der Chinesischen Wasserfledermaus

Die Chinesische Wasserfledermaus lebt in Ostasien, wobei sich das Verbreitungsgebiet vom Zentrum über den Südosten der Volksrepublik China bis in den Osten Indiens im Bundesstaat Meghalaya und nach Vietnam zieht.

## Lebensweise
Über die Lebensweise und ökologischen Ansprüche der weit verbreiteten Fledermausart liegen nur sehr wenige Angaben vor. Sie bevorzugt bewaldete Lebensräume und rastet wahrscheinlich in Höhlen und Baumhöhlen. Die meisten der bisher gesammelten Exemplare stammen dabei aus Höhlen.

## Systematik
Die Chinesische Wasserfledermaus wird als eigenständige Art den Mausohren (Gattung Myotis) zugeordnet. Die wissenschaftliche Erstbeschreibung stammt von dem deutschen Naturforscher Wilhelm Peters aus dem Jahr 1870, der sie zusammen mit der Haarigen Wasserfledermaus (Myotis fimbriatus) anhand von mehreren Individuen aus Xiamen in der Provinz Fujian im Catalogue of the Mammals of China von Robert Swinhoe als Vespertilio laniger beschrieb. Von einigen Wissenschaftlern wurde sie der Wasserfledermaus (Myotis daubentonii) als Unterart zugeordnet. Innerhalb der Art werden keine Unterarten unterschieden.

## Gefährdung und Schutz
Die Art wird von der International Union for Conservation of Nature and Natural Resources (IUCN) aufgrund des großen Verbreitungsgebiets und der hohen Bestandszahlen als nicht gefährdet („least concern“) eingestuft. Größere Bedrohungen für den Artbestand sind nicht bekannt, allerdings liegen auch nur wenige Daten zum aktuellen Bestand und die Lebensweise und ökologischen Ansprüche der Art vor.

## Belege
1. 1 2 3 4  Don E. Wilson: Chinese Water Myotis. In: Andrew T. Smith, Yan Xie: A Guide to the Mammals of China. Princeton University Press, 2008; S. 378. ISBN 978-0-691-09984-2.
2. 1 2 3 4 5  Myotis laniger in der Roten Liste gefährdeter Arten der IUCN 2012.2. Eingestellt von: G. Csorba, P. Bates, 2008. Abgerufen am 18. November 2012.
3. ↑  Wilhelm Peters: Catalogue of the Mammals of China (south of the River Yangtsze) and of the Island of Formosa. Proceedings of the Zoological Society of London 42, 1870: S. 617
4. 1 2 3  Don E. Wilson & DeeAnn M. Reeder (Hrsg.): Myotis laniger in Mammal Species of the World. A Taxonomic and Geographic Reference (3rd ed).